# Yelp
YelpはYelp, Inc.が運営するローカルビジネスレビューサイトである。
Yelpは2013年1月現在、一か月あたり1億人以上のユニークビジターを抱えており、前年の7100万人から増加している。Yelpの収益はローカルビジネス広告によるものである。

## 歴史
YelpはAdzaar、Slideと共に3つのプロジェクトの1つでサンフランシスコのインキュベータであるMRLベンチャーズによるものだった。このプロジェクトは、ジェレミー・ストッペルマンと共に初期のプロジェクトに携わっていたデビッド・ガルブレイスによるローカルサービス市場への研究から生み出されたものである。ストッペルマンとラッセル・サイモンズは共にPayPalにてソフトウェアエンジニアリング従業員だったがサービスを別会社として分社化した。電子メールレコメンデーションサービスとしての開始が中止された後、Yelpは2004年10月に同名のウェブサイトをサンフランシスコの市場で開設した。企業はミッション・ストリートやPaypalの共同設立者であるマックス・レヴチン、ベセマー・ベンチャー・パートナーズから600万ドルの出資を、さらにベンチマーク、DAGベンチャーズ、そしてラグナ・ビーチからのプライベート投資でそれぞれ300万ドル、300万ドル、500万ドルの出資を受けた。Yelpは2008年前半期にサンフランシスコからの業務拡大としてマンハッタンに東海岸事務所を開設、同年カナダバージョンのサイトを、2009年にはイギリスバージョンを、そしてスペイン、フランス、オーストリア、オランダ、オーストラリア向けのインターナショナルサイトを開設した。2008年、Yelpのページビュー (page view) が自身の前身と初期の競争相手だったCitysearchを抜いた。2009年の推定収益は3000万ドルで2010年には5000万ドルに達することが期待されていた。
2009年12月17日、TechCrunchの報道によるとYelpはGoogleへの特別な交渉として自身への5億ドル以上の買収を持ちかけたとされるが、同月21日、同社はYelpのCEOがGoogleからのオファーを断ったと報じている。
2012年3月2日、Yelpは株式を公開した。
2012年10月24日、欧州での競合サービスであるQypeの買収を発表、全世界に拡大するためにこの買収は必要だとしている。また「Yelpは、欧州でのビジネスにおいてYelpより確実に多くの経験を積んでいるQypeのセールスチームにアクセスできるようになった」としている。
2014年4月9日、日本でのサービスを開始した。世界で26番目、アジアにおいてはシンガポールに次いで2番目。
2017年4月、Wi-Fiマーケティングを手掛けるトロントのTurnstyle Analyticsを買収したと報じられた。

## 製品とサービス

### ローカル検索
Yelpは訪問者向けにオンラインバイアスローカル検索を提供している。ユーザーによる通常の検索には入力された特定の住所、近所、都市と州の組み合わせ、ZIPコードを基にした探索（例として美容院）や場所が含まれる。有料ビジネスを行なっている各企業の検索結果はフィルタリングされた5段階評価、他のサイト訪問者による同じくフィルタリングされた評価・感想や詳細項目として住所、所要時間、アクセシビリティ、駐車などで構成されている。サイト訪問者はモデレーターの承認を得てビジネスリスティングの更新を手伝うことができる上、掲載ビジネス側も投稿している自身の情報を直接更新することができる。しかし、投稿しているわけではない掲載ビジネス側はYelpのモデレーターが更新を承認しない限り更新も削除もできない。
検索結果や関連コンテンツは都市と多階層分類システムとして管理されている。コンテンツと検索結果はまた分類されたレビューかYelp登録者のプロフィールとレビューリストを通じて見つけることもできる。レビューされた企業をGoogle マップを活用した地図に掲載することで企業を詳細に見つける助けとなっている。
情報はウェブブラウザか携帯ブラウザでアクセスできる。事実、Yelpが2012年11月にユーザーの45%が携帯電話でアクセスしていると発表している。YelpはiPhone、iPad、BlackBerry、Android、Palm等の携帯端末に対応している。

### コミュニティ
Yelpはローカルレビューとソーシャルネットワーキング機能を組み合わせることでローカルオンラインコミュニティを生成している。ソーシャルウェブ機能を追加することでユーザーレビューは、サイト訪問者がユーザーが生成した最も人気で、尊敬できて、豊かで、ユーザー歴がどれだけ長いか、そしてユーザーと同じ興味があるかを見ることができる評判システムを生成する。双方向フィードバックメカニズムやサイトとローカル市場における人気レビューの場所を掲載したYelpのニュースレターは投稿者にやる気を出させている。掲載ビジネス側も自身のページでメッセージや公開コメントを通してレビューを投稿したユーザーとコミュニケーションを取ることが可能である。Yelpはまた「First to Review」という報酬システムで投稿者間の競争を生み出すことによりさらなるレビューの投稿を進め掲載件数を増やそうとしている。Yelpでレビューを投稿するにはアカウントの作成が必要で、実名と写真をプロフィールとして登録することを奨励している。このソーシャルレビューの主要部はユーザーが個人的な洞察と提案を共有する参加型文化を生み出すことでローカルビジネスにおける「集団知能」の主要部を進化させている。本質的にこの知能形式は人々を積極的に参加させ、他のユーザーと知識を共有できるようになっている。
同社では数都市にわたる「エリート」ユーザーと称される最もレビューを多く投稿していて評価の高い登録ユーザーを集めてナイトクラブ、バー、レストラン、文化的会場でオフ会を開催することでオンラインコミュニティを強化している。出席ユーザーは自分の写真と実名を提供し飲酒可能年齢を超えていてローカルビジネスに携わっていないことが条件で、毎年ノルマの数のレビューや投稿を行うことで個人ページにスペシャルバッジが授与されることによりオンラインコミュニティの進歩に繋げようとしている。このコンセプトはユーザーがビジネスレビューにおいて信頼出来るレビュアーであることを示す意味を持つ。エリートステータスを得るためには他のエリートユーザーから推薦されることが通常有用とされるが、有用で面白く冷静なレビューを書くことでそれらのレビューに投票されることを経てエリートステータスが得られる場合もある。
またこのサイトはオンライン社会のための掲示板やローカルのビジネスやイベントを議論する場にもなっている。
いくつかの競合サービスではYelpのコンセプトを模倣しているが失敗するか買収されたりしている。
YelpのソーシャルメディアはYelp TALKやYelp MESSAGINGを使って、バーチャルレビューコミュニティにおいて個人的なレベルで接続することが出来る。

### コンテンツ
Yelpのサイトは様々な国全体のビジネスをリストアップし、ビジネスやサービスのレビューを許容している。リストは幅広い種類にわたり、レストランや店といった店頭や医療機関やホテルや文化的会場といったサービスビジネス、教育機関、美術館、公園、教会といった非ビジネス的場所が含まれている。
サンフランシスコが拠点だが、2008年で最も活発だった場所としてボストン、シカゴ、ニューヨーク、ワシントンD.C.、サンディエゴ、ロサンゼルスといった18の都市圏が含まれている。サンフランシスコでは4000軒以上のレストランが掲載され各100件ものレビューが掲載された。2008年2月時点で総レビュー数が230万件以上になったと表明している。レビューに関してCEOの推計では85%が肯定的内容で、年齢層が主に26歳から35歳だったという。

### API
2009年8月にYelpはRESTとJSONをベースにしたアプリケーションプログラミングインタフェース(API)を公開した。このAPIはビジネスの詳細なリスト、レビュー、写真、レーティングにアクセスでき、ビジネス情報をウェブサイト、ウィジェット、モバイルアプリケーションに追加するのに使用される。またZillow.comのような既存のGoogleマップアプリケーションにビジネスのレビューを統合するのにも使用されている。Yelpはユビキタスコンピューティングの一例になっているが、パーソナルコンピュータだけでなく携帯スマートフォンからサービスにアクセスできるからである。

### Facebookビーコンとの統合
2007年12月、YelpはFacebookビーコンを実装した。この機能に対応するためプライバシーポリシーが変更されたがこの時批判的な報道が出た。

### 広告プログラム
Yelpでは任意の検索結果画面や特別なリスト機能を使って広告を掲載することができる。広告料を払えば個別にメッセージやビデオ、写真、スライドショーをウェブページのリストだけでなくリストトラフィックで受けたレポートで広告を表示させることができる。
また、広告クライアントの所でサービスユーザーが偽のチェックインを行うことを防止する措置も取られている。

## 評価

### レビューへの批判
Yelpはサイトでの否定的、肯定的なレビュー両方の公平性に関して批判されている。その他掲載ビジネス関係者の友達や競合サービス関係者もレビューを書くことも可能で嘘のレビューも投稿できる。Yelpではレビューの検閲は行なっていないと主張しているが、疑わしいレビューは一部削除することが有るという。多くのレビューは「フィルタリングされたレビュー」に置くことを自動化した手法でフィルタリングされ、特別なリンクをクリックしてCAPTCHAをパスしないと見ることができない。
カリフォルニア州オークランドのイーストベイ・エクスプレスが2009年に出した記事で広告スポンサー契約を結ぶことでYelpのセールスピープルは「不都合な否定的レビューを隠している」上、もしスポンサー契約を断った場合は肯定的なレビューが削除され否定的なレビューが出されると報じた。
Yelpは透明性を高めるために除外されたレビューを表示する機能を追加したが、フィルタリングシステムに関して批判を受け続けているだけでなくレビューの操作が掲載ビジネス関係者によって告発されている。

### 顧客の意思決定による評価の影響
2012年、カリフォルニア大学バークレー校に在籍する2人のエコノミストが300軒のレストランのダイニング予約とYelpでの該当レビューのクロスリファレンスを研究した。この研究は2011年2月時点のサンフランシスコにあるレストランに対するYelpに掲載されたレビューと2010年7月から10月までのオンライン予約データ使われた。研究者は、レーティングが星3つ半から4つ星に増えると夜7時予約の売り切り率が30%から49%となり、19%増加すると結論づけ、Yelpによる評価の計算は星半分の最寄りに四捨五入することで3.74のレーティングが付けられたレストランはサイトでは3.5と表示され、3.76のレーティングでは4.0と表示されることを発見、不正のための偽レビューを作るレストランのためのインセンティブがある一方で「混乱を引き起こす断続的な手法でレーティングを操作することはしないレストランを確認する堅固なチェックのリッチなセット」もあるとも結論づけた。

### 事件
2009年11月3日、Yelpのユーザー宅に書店店主が押しかけた。このユーザーはその書店に対して批判的なレビューを投稿したら店主から怒りに満ちたメッセージを受け取るようになったことをスクリーンショットで明らかにしていた。ユーザーは警察を呼び店主は逮捕され接触禁止処分を受けた。
違法なレビューのもう1つの形は創設時にアクセスしていない人々に懸念をもたらす。2010年7月、料理人グラハム・エリオットのサンドウィッチ店「グラハムウィッチ(Grahamwich)」はまだオープンしていないという不満だけで早くも否定的な1つ星評価を受け、出だしを台無しにされた。エリオットは「実際オープンしている店を含めてレビューの正当性に疑問を感じている」と述べた。また、「Yelpに3回もレビューは事実ではないとして対応を申し入れたが一蹴された」と発言した。

## 論争

### 訴訟
2010年、Yelpは中小企業数社の代行としていくつかの集団訴訟を起こされ、強要かつ詐欺的なビジネス慣行が非難された。2011年、アメリカ合衆国サンフランシスコ地区裁判官のエドワード・チェンは訴訟を却下し、Yelpが掲載するユーザーのレビューを選ぶことは、ユーザー生成コンテンツのための訴訟からウェブサイトを守ることを定めた1996年成立の通信品位法で守られていると述べた。
2012年12月に起こされた75万ドルの支払いを求める名誉毀損訴訟を含む掲載ビジネス関係者によるレビュアーに対する訴訟もいくつか有る。